# Kriegerdenkmal Naumburg

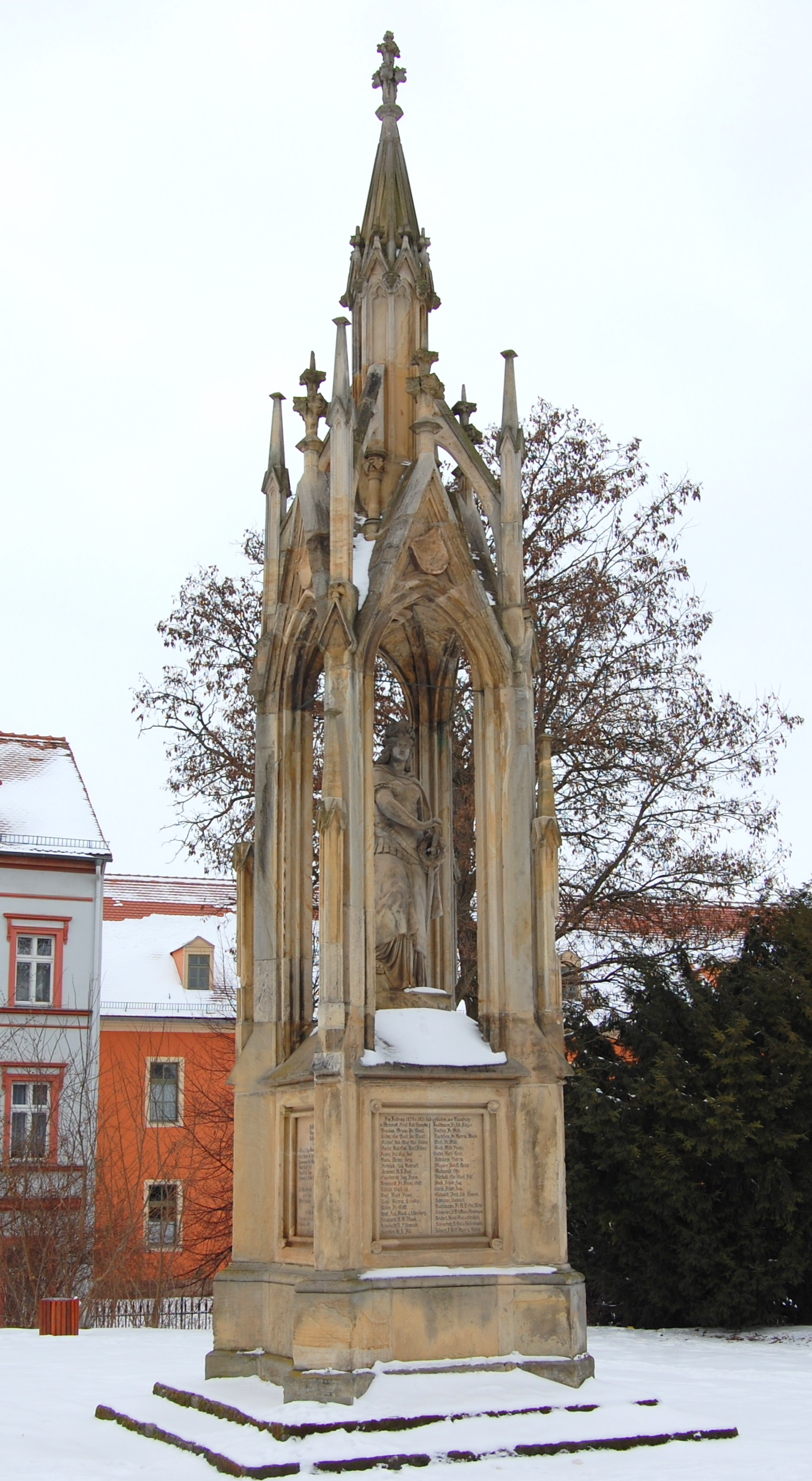
Kriegerdenkmal Naumburg im Winter

Das Kriegerdenkmal Naumburg ist ein Kriegerdenkmal auf dem Kramerplatz in Naumburg (Saale) in Sachsen-Anhalt.

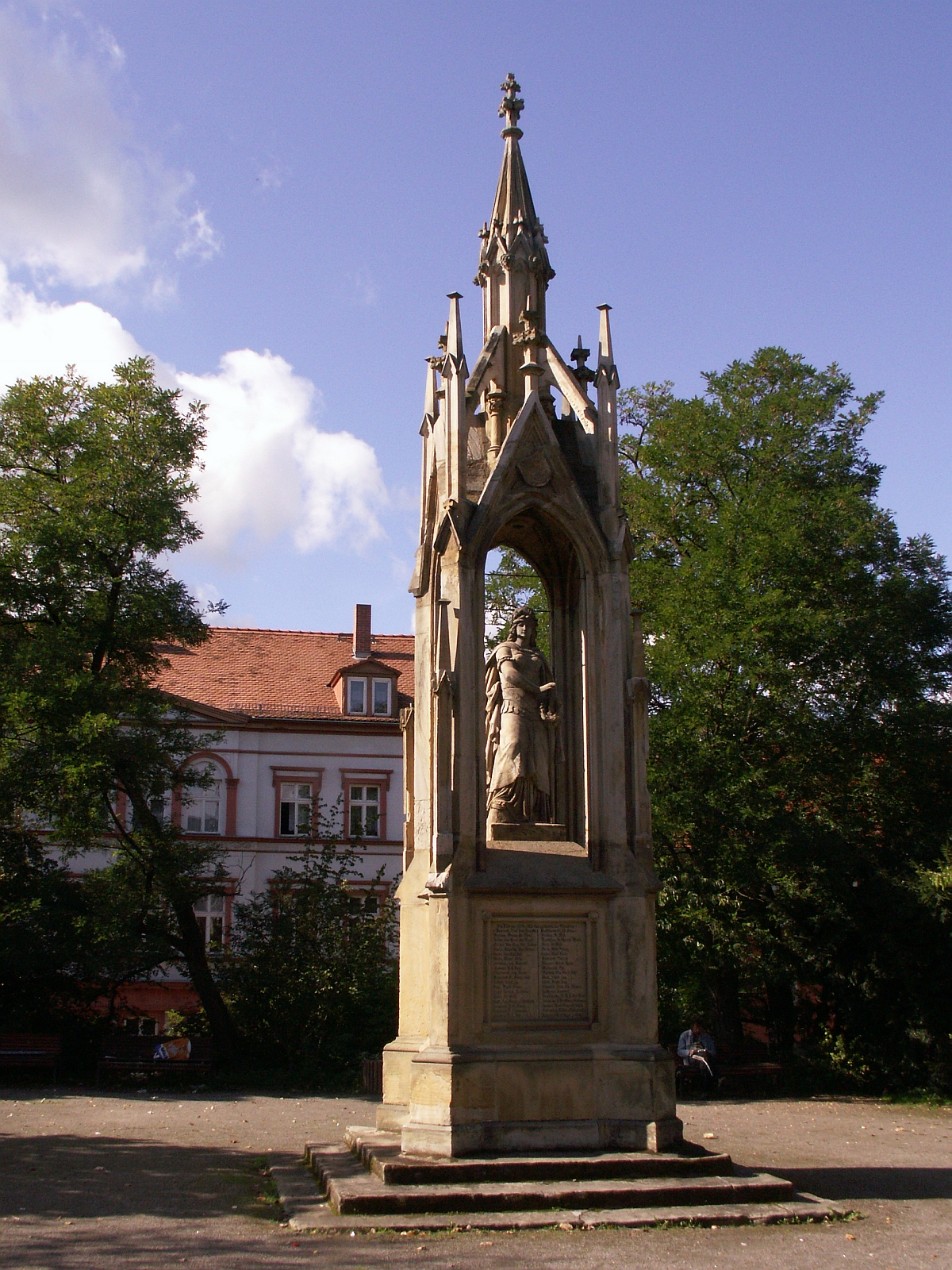
Kriegerdenkmal

Das Denkmal aus Sandstein entstand 1873 im Stil der neogotischen Tabernakelarchitektur und zeigt die Statue der Germania. Geschaffen wurde es von dem Berliner Künstler Julius Moser nach einem Entwurf von Johann Gottfried Werner. Es erinnert an die Naumburger Bürger, die in den Kriegen im Deutsch-Dänischen Krieg von 1864, im Deutschen Krieg von 1866 und im Deutsch-Französischen Krieg 1870/71 ums Leben kamen.
An seinem heutigen Standort steht es seit 1938.